# Головатий Микола Федорович
Микола Федорович Головатий (нар. 26 серпня 1943, с. Гребінки, Васильківський район, Київська область)  — український політик. Колишній заступник Міністра України у справах сім'ї та молоді (1996—1998). Проректор МАУП, доктор політичних наук (1996), професор.
Дійсний член Міжнародної Кадрової Академії (1997).
Дійсний член Академії соціальних технологій і місцевого самоврядування (Росія).
Член-кореспондент Української Академії політичних наук.
Заслужений працівник народної освіти України (1995).

## Життєпис
Народився: 26 серпня 1943 року в селі Гребінки Васильківського району Київської області, українець. Батько загинув на війні, мама — пенсіонерка.
Освіта:
- Закінчив ПТУ № 1 в м. Дніпропетровську (1963 p.)
- Закінчив історичний факультет Одеського державного університету ім. І. І. Мечникова, (1965—1969 рр.), за фахом — «історик, викладач історії та суспільствознавства».

Професійна кар'єраУ 1968—1971 рр. — завідувач сектору, завідувач відділу пропаганди Одеського областного комітету ЛКСМУ.
У 1971—1980 рр. — інструктор, завідувач відділу студентської молоді, член ЦК ЛКСМУ.
У 1980—1987 рр. — старший викладач, заступник завідувача, завідувач кафедри комсомольського будівництва Республіканської комсомольської школи при ЦК ЛКСМУ. У 1987—1991 рр. — старший викладач, виконувач обов'язків доцента, доцент ВПШ при ЦК КПУ.
У 1991—1996 рр. — заступник директора з наукової роботи Українського НДІ проблем молоді.
У 10.1996-11.1998 рр. — заступник Міністра Міністерства України у справах сім'ї та молоді.
11.1998-01.1999 рр. — керівник Управління гуманітарної політики Адміністрації Президента України.
Кандидат історичних наук (1980), доцент. Доктор політичних наук (1996), професор. Докторська дисертація: «Формування державної молодіжної політики у сучасній Україні: політичний аналіз».
Голова правління Конфедерації недержавних вищих закладів освіти України (з 1999 р.), член наукової ради Української академії державного управління при Президентові України, член Координаційної ради боротьби з наркоманією при КМ України, консультант Комітету ВР України з питань науки і освіти. Проректор МАУП з наукової роботи.

Кандидат у майстри спорту з легкої атлетики. Лауреат республіканських конкурсів самодіяльного мистецтва.

## Державні нагороди
Нагороджений 5-ма медалями.

## Праці
Автор (співавтор) понад 120 наукових праць, а також близько 20 повістей і оповідань, зокрема книг:
- «Студент: путь к личности» (1982),
- «Юноше, обдумывающему житье» (1987),
- «Молодіжна політика в Україні: проблеми оновлення» (1993),
- «Політична культура сучасної молоді» (1996),
- «Социология молодежи» (1999),
- «Професія політик» (2000),
- «Політична психологія» (2001),
- «Мистецтво політичної діяльності.» — К., 2002;
- «Навчи себе сам» — К., 2002;
- «Демократія: історія, теорія, практика» — К., 2011
- «Людина і політика» — К., 2012
- «Політичне життя» — К., 2013